# Feognost (Dmitrijev)
Feognost (světským jménem: Michail Michajlovič Dmitrijev; * 9. listopadu 1965, Karaganda) je kazašský duchovní Ruské pravoslavné církve a biskup serovský a krasnoturjinský.
Je bratrem biskupa Maxima (Dmitrijeva).

## Život
Narodil se 9. listopadu 1965 v Karagandě.
Po střední škole nastoupil na technické učiliště v rodném městě. Od roku 1984 sloužil v řadách Rudé armády.
Roku 1986 nastoupil na Moskevský duchovní seminář a roku 1987 byl přijat mezi bratry Trojicko-sergijevské lávry. Dne 3. července 1987 byl postřižen na monacha se jménem Feognost.
Dne 18. července 1987 jej metropolita kišiněvský a moldavský Serapion (Fadějev) rukopoložil na jerodiákona. Roku 1990 dokončil seminář a pokračoval ve studiu na Moskevské duchovní akademii.
Dne 11. června 1995 byl patriarchou moskevským a celé Rusi Alexijem II. rukopoložen na jeromonacha a byl poslán do vesnice Divnomorskoje zorganizovat podvorje Trojicko-sergijevské lávry, jehož představeným se stal roku 1997.
Roku 1999 mu bylo uděleno právo nosit nabedrennik.
Dne 16. června 2005 byl povýšen na igumena a 8. dubna 2010 mu bylo uděleno právo nosit epigonation.
Dne 12. března 2013 jej Svatý synod zvolil biskupem novorossijským a gelendžikským. O dva dny později byl povýšen na archimandritu a 29. března byl oficiálně jmenován biskupem. Biskupská chirotonie proběhla 14. dubna 2013. Hlavním světitelem byl patriarcha moskevský a celé Rusi Kirill.
Dne 30. března 2024 byl převeden na serovskou katedru.